# Terrassa FC
Der Terrassa Futbol Club ist ein spanischer Fußballverein aus Terrassa in Katalonien. Der 1906 gegründete Klub spielt in der Saison 2019/20 in der Tercera División.

## Geschichte

### Die Anfänge
Der Club wurde 1906 gegründet. Schon in den Anfangsjahren war der Verein in Katalonien äußerst erfolgreich und es entwickelte sich eine Rivalität zu CE Sabadell. Im Jahr 1917 bestritt der Verein unter anderem internationale Spiele gegen den Schweizer Club FC Basel und viele weitere. Auch gegen den großen FC Barcelona konnte Terrassa mit 2:1 und 1:0 gewinnen. Terrassa nahm zu dieser Zeit, Anfang der 20er Jahre, an vielen nationalen Pokalen teil, die durch das Fehlen einer offiziellen spanischen Meisterschaft, eine große Bedeutung hatten. Anfang der 30er Jahre war der Club finanziell geschwächt und konnte seiner Konkurrenz zu den Konkurrenten FC Barcelona und Espanyol Barcelona nie wirklich gerecht werden.

### 1970er/1980er Jahre
In der Saison 1971/72 stieg der FC Terrassa in den Entscheidungsspielen gegen UD Almería in die Segunda División auf, da die Andalusier einen illegalen Spieler einsetzten. Von 7000 Mitgliedern aus den 1970er Jahren blieben Anfang bis zur Jahreshauptversammlung am 14. Juli 1983 gerade noch 924 Mitglieder. Mittlerweile hatte der Verein Schulden in Höhe von 16 Mio. Peseten. In den weiteren Jahren entwickelten sich die Katalanen mehr und mehr zu einer Fahrstuhlmannschaft zwischen Dritter Liga und der Liga Regional (5. Liga).

### Die letzten Jahre
In den 90er Jahren stand der Verein mehrmals vor dem finanziellen Aus, wurde durch Firmen und Fans jedoch jeweils im letzten Moment gerettet. In der Saison 2001/2002 schaffte Terrassa mit einem neuen Rekord von 6 Siegen in 6 Spielen in den Play-offs den Aufstieg in die Segunda División. Diese musste nach drei Spielzeiten 2005 den Gang zurück in die Segunda División B antreten, wo man bemüht war, den Verein finanziell ausgeglichen aufzustellen. Zurzeit spielt Terrassa in der Tercera División.

## Stadion
Der Terrassa FC spielt im Estadi Olímpic de Terrassa, welches 11.500 Zuschauern Platz bietet. Das Stadion wurde 1960 eingeweiht. Das Spielfeld misst 105 × 70 Meter.

## Erfolge
- Copa Catalunya (4): 1925, 1936, 2002, 2003

## Ehemalige Spieler
- Marc Bernaus
- Thomas Christiansen